# Bertil Ohlson
Bertil Gustaf Emanuel Ohlson (Kristianstad, 22 gennaio 1899 – Linköping, 6 settembre 1970) è stato un multiplista svedese, medaglia di bronzo nel decathlon alle Olimpiadi di Anversa 1920.

## Carriera
Affiliato alla società di Uppsala, nel 1920 conquista la medaglia di bronzo alle Olimpiadi battendo i due campioni dell'anno, Evert Nilsson e Alex-Erik Gyllenstolpe. 

## Palmarès
| Anno | Manifestazione  | Sede      | Evento    | Risultato | Punteggio |
| ---- | --------------- | --------- | --------- | --------- | --------- |
| 1920 | Giochi olimpici | Stoccolma | Decathlon | Bronzo    | 6.580,030 |